# Institut de recherche et d'études supérieures du tourisme
 (novembre 2012).
Si vous disposez d'ouvrages ou d'articles de référence ou si vous connaissez des sites web de qualité traitant du thème abordé ici, merci de compléter l'article en donnant les références utiles à sa vérifiabilité et en les liant à la section « Notes et références ».
L'Institut de recherche et d'études supérieures du tourisme (IREST) est un institut au sein de l'université Panthéon-Sorbonne.
Créé en 1961, l'Institut de Recherche et d'Études Supérieures du Tourisme forme des étudiants à Bac +5 aux métiers du tourisme et de l'hôtellerie à un niveau d'encadrement dans des structures privées ou publics.
Elle offre également une formation en licence professionnelle (Bac +3) ainsi qu'un Diplôme d'Enseignement Supérieur destiné aux professionnels du tourisme désireux de compléter leurs connaissances et un DESUP, diplôme d'études supérieurs pour les professionnels du Tourisme et de l'hôtellerie.

## Historique
L'IREST (CEST jusqu'en 1989) est le plus vieil Institut de Tourisme en France et en Europe. Sa formation à Bac +5 est aujourd'hui reconnue dans le monde professionnel et dans les institutions du tourisme en France et à l'international[réf. nécessaire].
La Chaire Unesco-Irest est créé en 1998.
En 2009 est créé un partenariat entre l'IRESTREA (association des étudiants et anciens de l'IREST) et le programme de Civilisation française de l'Université américaine de Columbia (NYC).

## Actuellement
L'institut est actuellement situé au 21 rue Broca, 75005 Paris. Les cours sont donnés à la Sorbonne, au Panthéon[Lequel ?], à l'INHA, à l'Institut de géographie et dans le centre Pierre-Mendès-France.
L'IREST dispense une formation en alternance et ses formations comprennent des stages de fins d'études où les étudiants occupent des places dans l'opérationnel (licence et master 1), et dans les directions (master 2).  
L'IREST est dirigé par Sébastien Jacquot, directeur de l'IREST depuis 2020, professeur et chercheur en géographie.

## Formations à l'IREST
Les étudiants de l'IREST viennent d'horizons très diverses : économie, gestion, géographie, histoire de l'art...
Quatre master et une licence professionnelle ont donc été créés :
- Le Master GATH (Gestion des Activités Touristiques et Hôtelières) : forme des cadres gestionnaires en tourisme et hôtellerie.

Les diplômés d'un master GATH sont destinés à devenir des cadres de hauts niveaux intégrés dans une entreprise ou organisme touristique, ou dans des groupes hôteliers, (direction financière, commerciale, ressources humaines, conseil, chargé de projet....).
De formation économie - gestion - école de commerce, les étudiants intègrent le master 1 après une licence validée.
- Master GSVT (Gestion des Sites du patrimoine culturel et naturel et Valorisation Touristique) : forme des cadres dans les institutions touristiques :

Les diplômés d'un master GSVT sont destinés à devenir des managers de hauts niveaux intégrés dans une entreprise ou organisme touristique à vocation culturelle (direction communication, marketing, mécénat, partenariats, conseil en ingénierie culturelle, chargé de projet, chargé d'études...).
Les diplômés du Master 2 GSVT sont notamment formés à la gestion des sites du patrimoine mondial de l'humanité et au montage de dossier d'inscription.
Majoritairement de formation histoire de l'art, les étudiants intègrent le master 1 après une licence validée.
- Master DATT (Développement et Aménagement Touristique des Territoires) : forme des cadres dans les institutions et entreprises culturelles

Les diplômés d'un master DATT sont destinés à devenir des managers de hauts niveaux intégrés dans une entreprise ou organisme touristique à vocation territoriale (ODIT France, Ministère du tourisme, CDT, CRT, Offices du tourisme...).
De formation géographie - aménagement du territoire, les étudiants intègrent le master 1 après une licence validée.
- Master DFT (Droit et Fiscalité du Tourisme) : forme des juristes d'entreprises

Les diplômés d'un master DFT sont destinés à devenir des cadres de hauts niveaux et juristes d'entreprises intégrés dans une entreprise ou organisme touristique et groupes hôteliers.
De formation en Droit, les étudiants intègrent le master 2 après un master 1 validée.
- Licence professionnelle

La licence professionnelle permet à des étudiants et professionnels du tourisme de se spécialiser dans le tourisme et de compléter leur cursus universitaire par une formation reconnue en hôtellerie et en distribution touristique.

## DESUP Tourisme International - L'Excellence à la Française
Cette formation, créée en 2006, est destinée à des diplômés de l'enseignement supérieur (Bac+4 minimum) ayant une expérience professionnelle significative dans le domaine du tourisme, ce diplôme touche principalement les professionnels étrangers.
La formation tourne autour de deux spécialisations :
- Développement touristique et aménagement des territoires ;
- Développement hôtelier.

La formation (en français et/ou en anglais) est réalisée par des universitaires reconnus et des professionnels confirmés. 
Deux voyages d'études et un stage de perfectionnement sont prévus. Les inscrits recevront un Diplôme d’Études Supérieures de troisième cycle (bac+5) de l’Université Paris 1 Panthéon-Sorbonne.

## ChaireUnesco- IREST
La Chaire Unesco - IREST a été créé en 1998 par l'Unesco et par l'IREST dans le but de faire converger la recherche et les défis de développement durable. 
Objectifs
- Favoriser le développement touristique tout en respectant les cultures locales et l'environnement ;
- Faire en sorte que les revenus du tourisme soient utilisés pour la préservation équitable ; des ressources du patrimoine et le développement du potentiel culturel ;
- Transfert de la connaissance ;
- Montrer de quelles manières le tourisme peut être un levier de développement pour un certain nombre de pays tout en ayant une vision à long terme du développement.

## Associations des étudiants et des anciens de l'IREST
L'IRESTREA, association des étudiants et anciens de l'IREST, a été créée en décembre 2007 dans le but de promouvoir l'IREST et de proposer aux étudiants de l'IREST des contacts au sein du monde du tourisme.